# Microporella santabarbarensis
Microporella santabarbarensis är en mossdjursart som först beskrevs av Soule, Chaney och Morris 2004.  Microporella santabarbarensis ingår i släktet Microporella och familjen Microporellidae. Inga underarter finns listade i Catalogue of Life.